# تشيليرس
تشيليرس (بالفرنسية: Chelers)‏ هي بلدية تقع في إقليم باد كاليه من منطقة نور با دو كاليه في شمال فرنسا. تبلغ مساحة هذه المدينة 8.04 (كم²)، وترتفع عن سطح البحر 148 م، يبلغ عدد سكانها 258 نسمة حسب إحصاء المعهد الوطني للإحصاء والدراسات الاقتصادية سنة 2009 م. وترأس Raymond Wacheux البلدية خلال فترة (2008-2014).